# اوشن اسپری
اوشن اسپری (انگلیسی: Ocean Spray) شرکت صنایع غذایی آمریکایی است، که در سال ۱۹۳۰ تأسیس شد.